# Elecciones parlamentarias de Cuba de 1976
Se realizaron elecciones parlamentarias indirectas en Cuba el 2 de noviembre de 1976, las primeras desde la Revolución Cubana y 22 años después de las últimas elecciones legislativas en dicho país. El primer proceso antes de la elección de los miembros de la Asamblea Nacional fue la elección de los miembros de las Asambleas Municipales, quienes debían elegir a los legisladores.

## Elecciones municipales
El 10 (primera ronda) y 17 de octubre (segunda ronda) de 1976 los votantes eligieron a los 10 725 miembros de las 169 Asambleas Municipales, los cuales a su vez eligieron a los 489 miembros de la Asamblea Nacional. Los candidatos debían ser miembros del Partido Comunista de Cuba u organizaciones de masas. Los miembros de las Asambleas Municipales también eligieron a los miembros de las 14 Asambleas Provinciales. En las elecciones municipales participaron más de 30 000 candidatos, con más de cinco millones de ciudadanos emitiendo su sufragio.
Los resultados de participación y distribución de delegados municipales por provincia se resume en la siguiente tabla:
| Provincia           | Participación | Delegados electos |
| ------------------- | ------------- | ----------------- |
| Pinar del Río       | 97,2%         | 918               |
| La Habana           | 94,5%         | 848               |
| Ciudad de La Habana | 93,0%         | 924               |
| Matanzas            | 97,7%         | 844               |
| Villa Clara         | 96,3%         | 930               |
| Cienfuegos          | 93,0%         | 438               |
| Sancti Spíritus     | 95,9%         | 616               |
| Ciego de Ávila      | 95,3%         | 501               |
| Camagüey            | 95,4%         | 710               |
| Las Tunas           | 96,0%         | 546               |
| Holguín             | 97,8%         | 1011              |
| Granma              | 94,3%         | 877               |
| Santiago de Cuba    | 94,2%         | 873               |
| Guantánamo          | 97,9%         | 616               |
| Isla de la Juventud | 95,2%         | 73                |
| Total               | 95,2%         | 10 725            |

## Resultados
De los candidatos elegidos para la Asamblea Nacional, el 30% trabajaba en industrias o servicios públicos (incluyendo educación), el 29% eran miembros del gobierno local y el 12% eran civiles. A su vez, de los 481 miembros de la Asamblea Nacional, 374 eran hombres y 107 eran mujeres.